# Biała Góra (Chwalisław)
Biała Góra (niem. Weissberg) – nazwa niestandaryzowana, kolonia wsi Chwalisławia w województwie dolnośląskim, powiecie ząbkowickim, w gminie Złoty Stok. Znajduje się przy drodze wojewódzkiej nr 390. Znajduje się 2,4 km od Chwalisławia.

## Położenie
Biała Góra znajduje się w Górach Złotych na wysokości 530 m n.p.m. Przebiega przez nią droga wojewódzka nr 390. Znajduje się 2,4 km od wsi Chwalisław oraz 1,5 km od Złotego Stoku.

## Historia
Biała Góra została założona w 2. połowie XIX wieku jako kolonia Chwalisławia. Istniała tu leśniczówka i osada robotników leśnych złożona z kilku domów. W 1910 roku mieszkały tu 23 osoby, a w 1933 – 19 osób.

## Szlaki turystyczne
- Bystrzyca Kłodzka – Stary Waliszów – Romanowo – Ołdrzychowice Kłodzkie – Rogówek – Droszków – Przełęcz Leszczynowa – Chwalisław – Biała Góra – Złoty Stok

Lokalne trasy rowerowe:
- Trasa graniczna
- Przez Wilczą Górę[7]

## Galeria

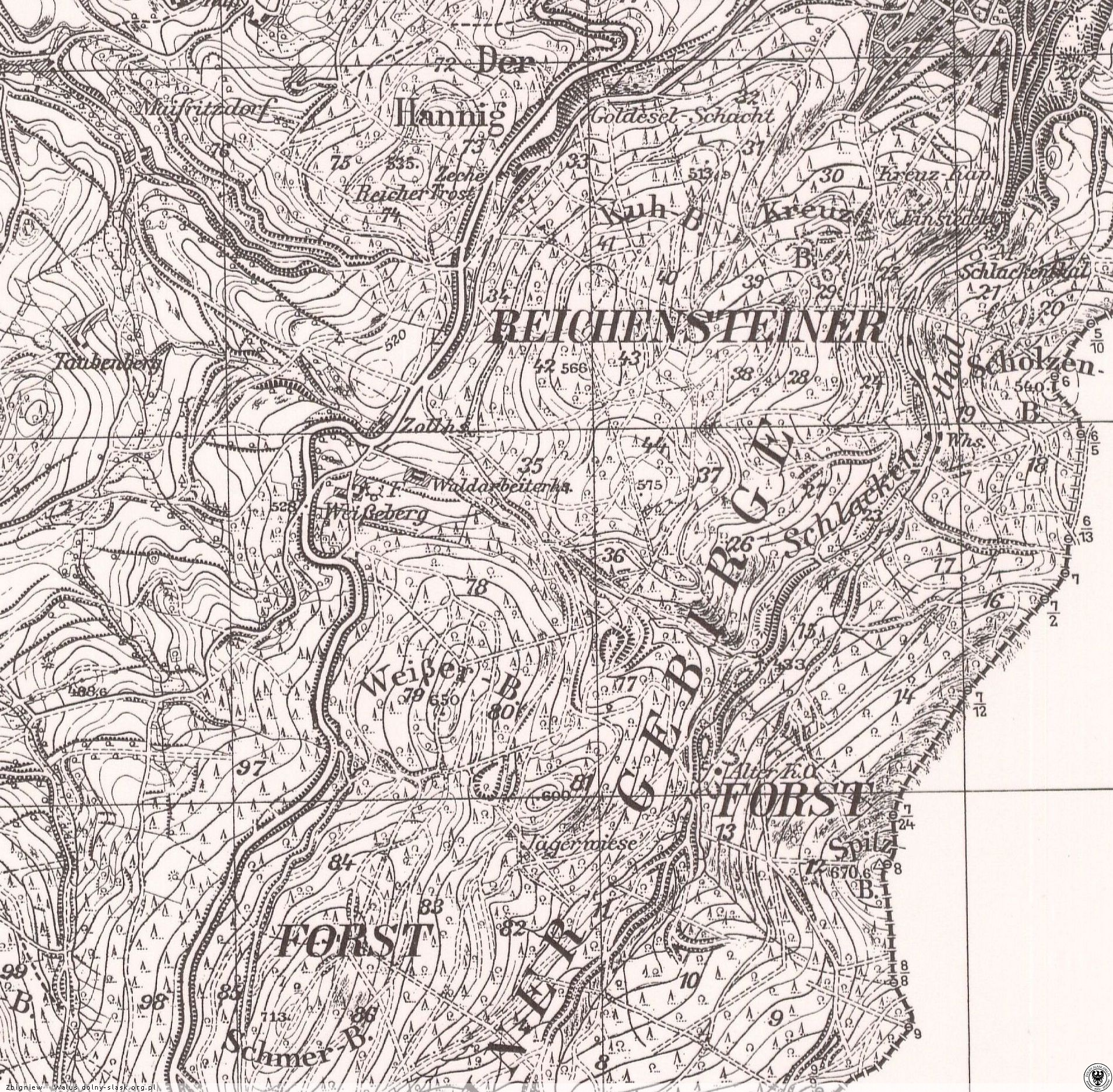
Mapa topograficzna z 1930 r. przedstawiająca kolonię Biała Góra i okolice
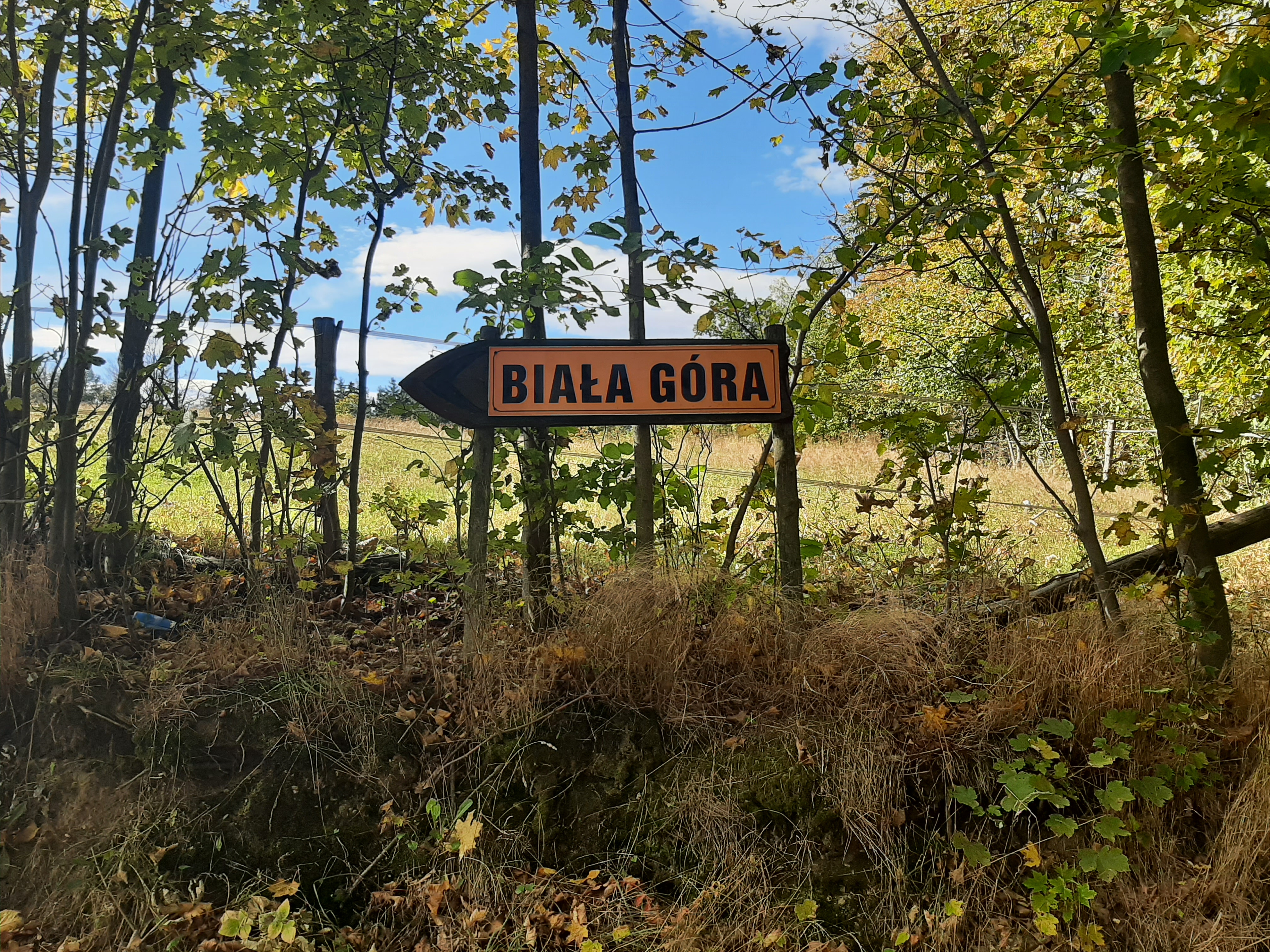
Drogowskaz
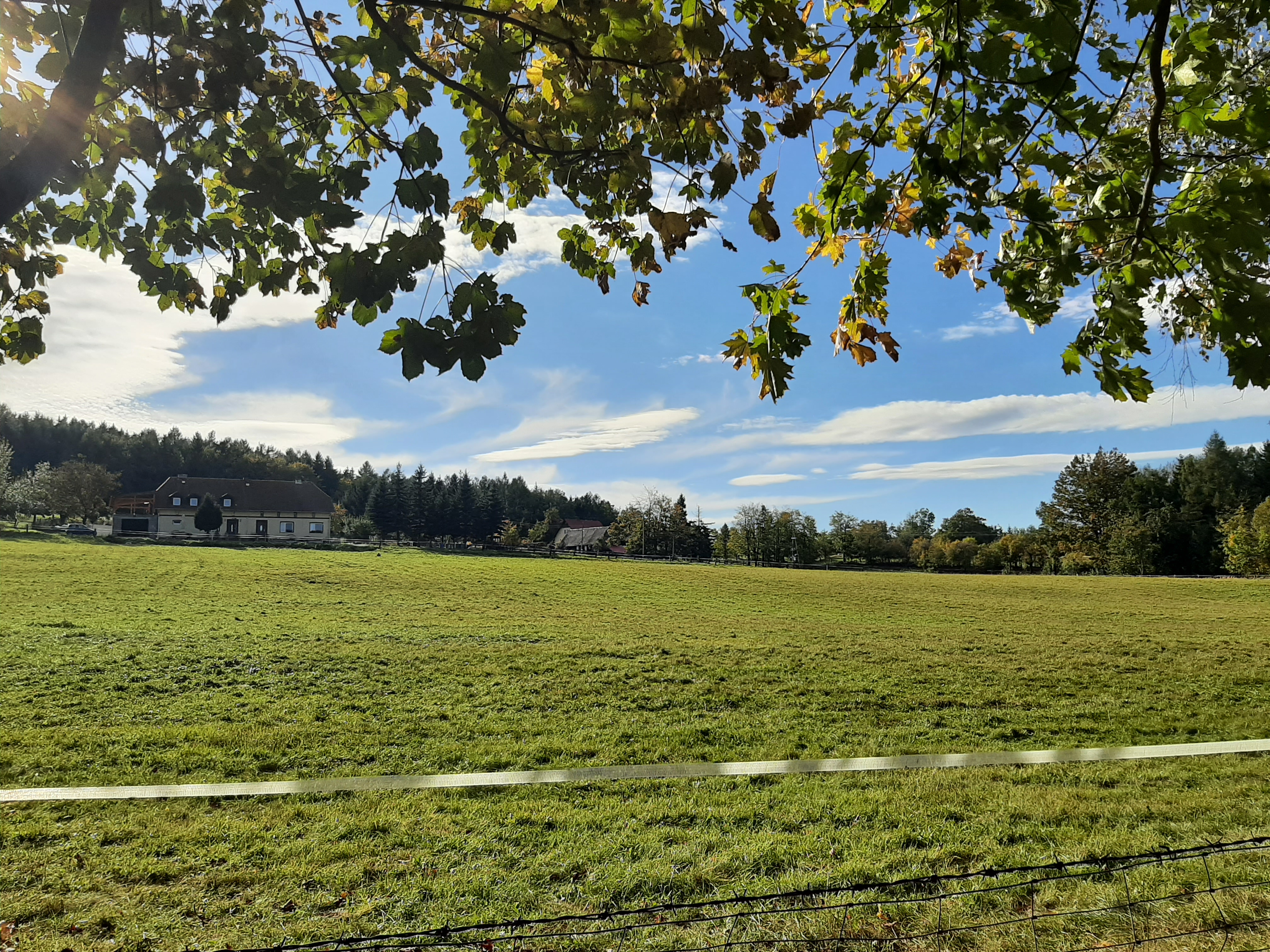